# Guère épais
Guère épais est une collection de livres lancée par Claudine Capdeville, Jacques Jouet, Georges Kolebka, et Pierre Laurent et éditée par la maison d'édition Plurielle.
Tirés à cent trente exemplaires hors commerce (numérotés de 1 à 130) et dix destinés aux auteurs et éditeurs (numérotés de I à X), ses ouvrages constituent une « littérature de proximité ». Les fichiers informatiques ayant permis leur réalisation sont détruits après tirage.
Une deuxième série, en l'an 2000, s'est intitulée Guère épais Civilisations.
Parmi les auteurs, on compte beaucoup d'oulipiens et de « papous ».

## Auteurs
Principaux auteurs publiés par Guère épais
B : Alain Barandard, Marcel Bénabou, Emmanuel Brouillard
C : Patrice Caumon
F : Jacques Fulgence, Paul Fournel
J : Jacques Jouet
K : Georges Kolebka
L : Hervé Le Tellier
M : Valérie Mréjen
R : Jacques Roubaud